# ماکاروف رو پیدا کن: عملیات کینگ‌فیش
ماکاروف رو پیدا کن: عملیات کینگ‌فیش (به انگلیسی: Find Makarov: Operation Kingfish) یک فیلم کوتاه ۲۰۱۱ و پیش‌درآمد ندای وظیفه: جنگاوری نوین ۲ است که برای اولین بار در کنفرانس کالآو دیوتی ایکس‌پی به نمایش درآمد. این ویدئو توسط وی کن پرتنت، جلوه‌های بصری توسط د جاکشن تولید شده و توسط اکتیویژن تأیید شده‌است.
اولین فیلم ماکاروف رو پیدا کن یک فیلم غیر متعارف ساخته شده توسط فن بود. این ویدیو توسط طرفداران و همچنین اکتیویژن به خوبی مورد استقبال قرار گرفت. اکتیویژن با وی کن پرتنت در مورد ویدیو تماس گرفت و به تولید ماکاروف رو پیدا کن: عملیات کینگ‌فیش کمک کرد.
این ویدئو از نزدیک با سخنان هماورد، ژنرال شفرد در مأموریت «اندگیم» دنبال می‌شود. این نشان می‌دهد قهرمانان اصلی، گروه ویژه ۱۴۱ و نیروی دلتا، در حمله به یک ساختمان اوکراینی با هدف یافتن یک هدف با ارزش عالی ناشناخته به نام کینگ‌فیش شرکت می‌کنند، که بعداً مشخص می‌شود ولادیمیر ماکاروف است. همچنین نشان می‌دهد تیم کاپیتان پرایس را پشت سر گذاشته و منجر به زندانی شدن آینده او در یک گولاگ سیبری شده‌است.

## بازیگران
- جون مورگان در نقش کاپیتان جان «سوپ» مک‌تاویش
- دیوید کینزمن در نقش کاپیتان جان پرایس
- دیوید براندون جورج در نقش سرلشکر شبان
- کیگان ویلسون در نقش ستوان سایمون "گوست" رایلی
- ری دیویدز به عنوان کارشناسی ارشد «سندمن»
- دنیس آلکاک در نقش گروهبان. گری «روچ» سندرسون
- جاستین میجر در نقش سرگروهبان. درک «فراست» وستبروک